# Futurama - Il gioco di Bender
Futurama - Il gioco di Bender (Futurama: Bender's Game) è il terzo dei quattro lungometraggi basati sulla serie animata televisiva Futurama.
Il titolo del lungometraggio è ispirato al romanzo di fantascienza Il gioco di Ender, scritto da Orson Scott Card.

## Trama
Ignorando gli ordini del professore Farnsworth di risparmiare il carburante a causa del prezzo, Leela porta la navetta Planet Express a un demolition derby per pareggiare i conti con un tizio che l'aveva offesa. Come punizione per ciò le viene messo un collare che sprigiona elettricità a ogni suo sfogo di rabbia. Intanto Bender incontra Cubert e Dwight che giocano a Dungeons & Dragons con i loro amici, ma il robot ha difficoltà a giocare a causa della mancanza di fantasia. Con un po' di sforzo immagina di essere il cavaliere medievale sir Titanius Anglesmith e comincia la partita. Sfortunatamente perde la capacità di distinguere la realtà dall'immaginazione e viene rinchiuso in un istituto per robot criminali malati mentalmente.
Farnsworth scopre che Mamma ha preso il controllo di tutta la fornitura della materia nera. Egli confessa alla ciurma che quando lavorava per lei tanti anni fa, trovò un modo di creare un combustibile più efficace della materia nera. Dal processo per realizzarlo si formarono due cristalli di energia che se in contatto tra loro perdono il loro valore di combustibile. Uno lo tenne Mamma e l'altro il professore che però si dimenticò dove lo aveva messo. Trovato il cristallo dal clone del professore Farnsworth, Cubert, viene utilizzato come dado per giocare a Dungeons & Dragons. Mamma scopre dove si trova e manda i suoi tre figli a recuperarlo ma Farnsworth, Leela e Fry scappano e raggiungono Mamma per neutralizzare la materia nera.
Trovandosi nella base di estrazione della materia nera, i tre scoprono centinaia di mordicchiani tenuti in cattività, incluso Mordicchio, costretti a defecare la materia nera, che non viene estratta dal sottosuolo come tutti credono.
Nell'ospedale per robot a Bender viene diagnosticata una malattia mentale e perciò gli viene fatta una robotomia per rimuovere il processore dell'immaginazione. Il contatto tra i due cristalli crea un effetto su tutta la materia nera, inclusa quella che Bender aveva dentro di sé.
Così tutti i personaggi vengono catapultati a Cornwood (nome parodia di Mordor), il reame da cui Bender crede di venire. Così, in una parodia de "Il Signore degli Anelli", Frydo (Fry, cui nome è una parodia di Frodo) e Leegola (Leela, ora una centauretta, parodia di Legolas) incontrano per primi Titanius (Bender); nessuno a Cornwood ricorda della loro vita reale tranne Fry e Leela. I tre sono attaccati da Waltazar, Larius e Ignius (Walt, Larry e Igner: i tre figli di Mamma) i quali cercano di recuperare il cristallo. Combattendo con loro, Frydo fa cadere a terra il cristallo che come un dado fa comparire un numero, in questo caso il sette, e come in una partita di D&D i tre nemici scompaiono. Frydo e la compagnia incontrano il mago Greyfarn (Farnsworth, nome in parodia di Gandalf), il quale spiega che nel mondo in cui si trovano il cristallo che cercano è conosciuto come "Dado del Potere" (parodia dell'Anello del Potere). La diabolica Momon (Mamma, parodia di Sauron) realizzò diversi dadi ma ne perse uno. L'unico modo per distruggere il dado è gettarlo tra le fiamme del vulcano da cui è stato forgiato.
Ripartiti in viaggio incontrano un gruppo di centauri capitanati da Hermafrodito (Hermes), che prima li accompagnano e poi li lasciano lungo la strada. All'ingresso della caverna Senza Speranza incontrano la Regina delle ninfomani d'acqua (Amy), che si unisce alla compagnia. Nella caverna vengono attaccati da una gigantesca creatura (Zoidberg) che Leegola scambia per il Mostro scavatore e uccide brutalmente, subito dopo vengono attaccati dal vero Mostro scavatore, e in questa occasione Frydo usa per la seconda volta il Dado del Potere.
Sconvolta dall'uccisione dell'innocente creatura (Zoidberg), Leegola rinuncia alla violenza e fugge trovando riparo presso i centauri di Ermafrodito; Frydo invece è sempre più ossessionato dal Dado (tanto che prende le sembianze di Gollum). Durante la notte cerca di uccidere Bender ma fallisce nel suo intento e fugge con il Dado. Il resto della compagnia arriva a Wipe Castle (WC, "Castello Gabinetto", parodia di Minas Tirith) per unire le forze e sconfiggere Momon, ma il re impazzito ha perso tutto il suo esercito e i pochi della compagnia devono cavarsela da soli contro l'esercito nemico. Quando sono prossimi alla fine, sopraggiungono i centauri e Leegola. Frydo cammina da solo verso la tana di Momon, aiutato dalla testa del mostro Zoidberg. Arrivato alla sua meta, Frydo deve combattere contro Momon che si trasforma in drago. Facendo cadere accidentalmente il Dado, Frydo viene anche lui trasformato in drago ma non riesce a prevalere. Il resto della compagnia arriva insieme a Ignius che li aiuta e confessa di essere figlio di Mamma e del professor Farnsworth. Scoprendo di essere il padre di Ignius, Greyfarn sviene cadendo su Zoidberg che aveva il Dado, e così tutti tornano nel mondo reale.
Accettato il fatto che Igner è suo figlio, Farnsworth chiede a Mamma di poterlo abbracciare prima che ella li uccida tutti, ma entrambi avevano ingoiato i due cristalli che entrano in stretto contatto neutralizzando la materia nera.